# Godewindpark

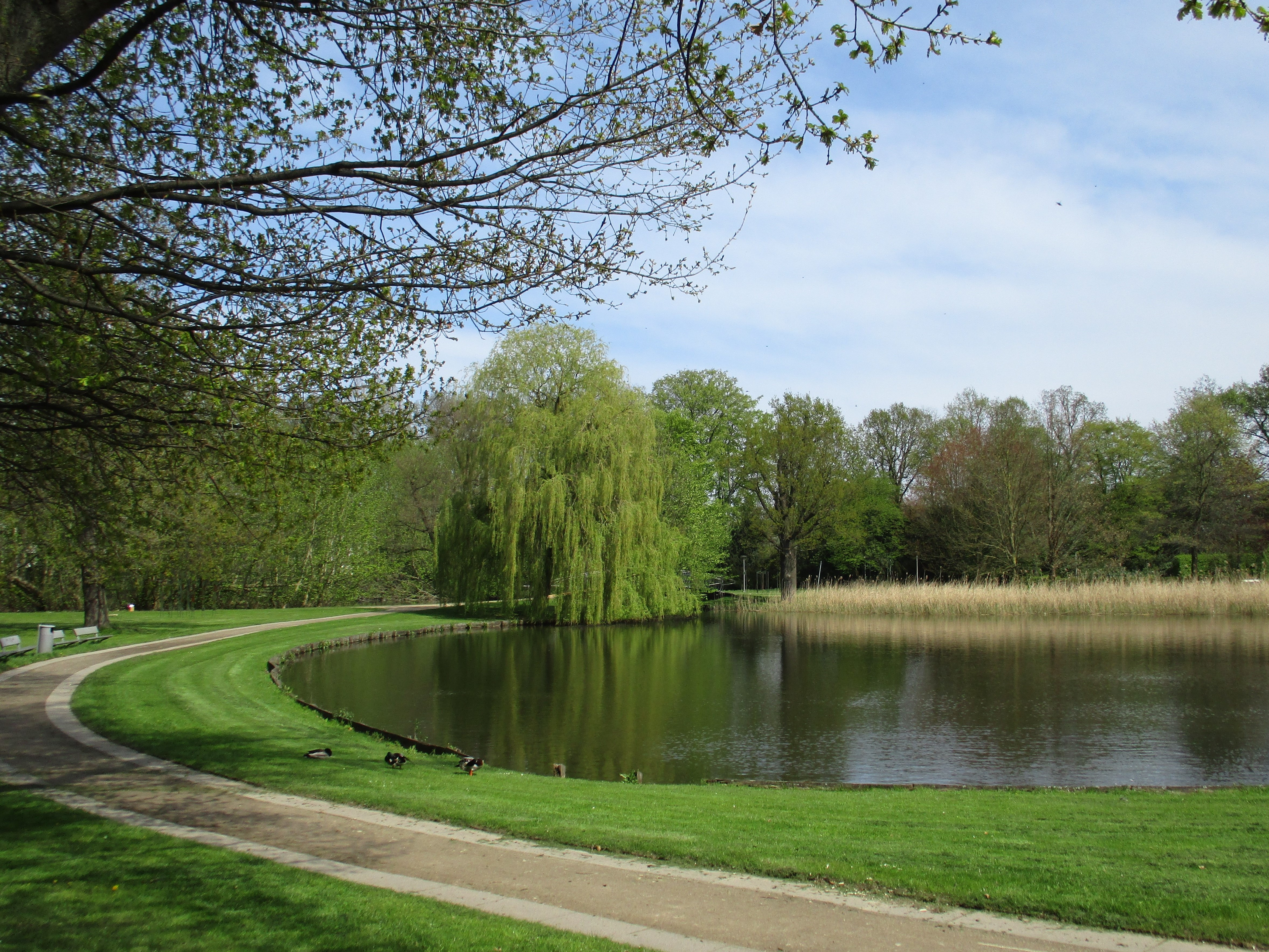
Godewindpark

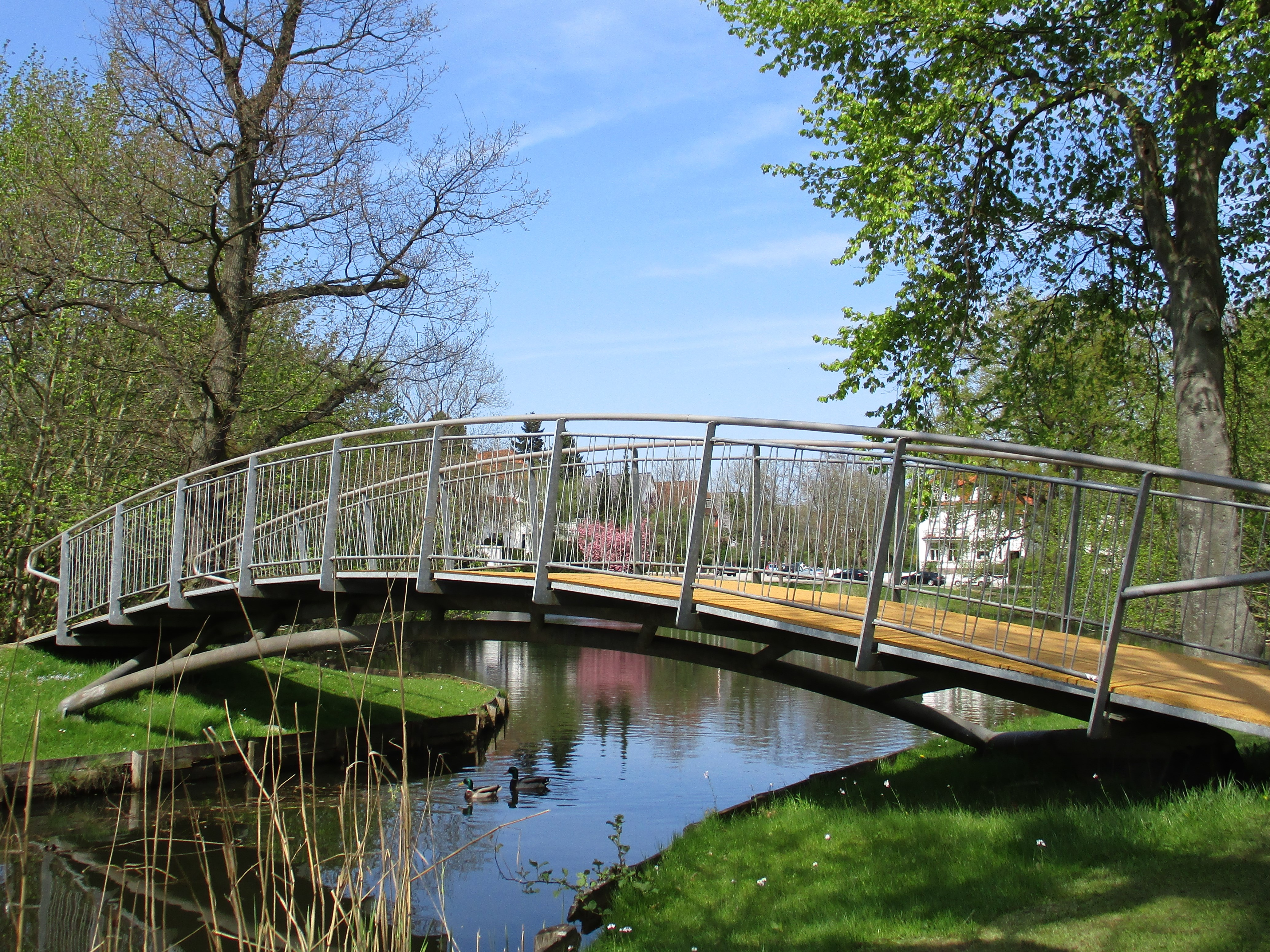
Schmetterlingsbrücke

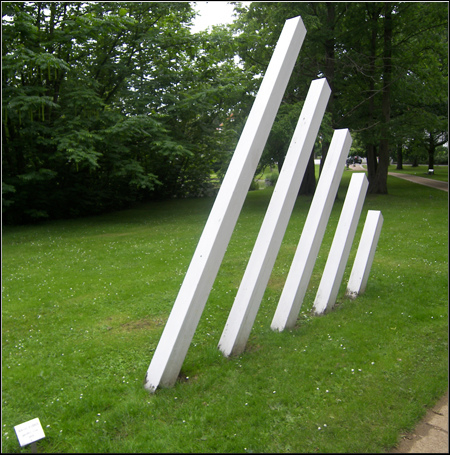
Skulptur im Godewinpark (2007)

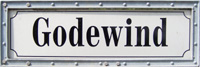
Straßenschild (2006)

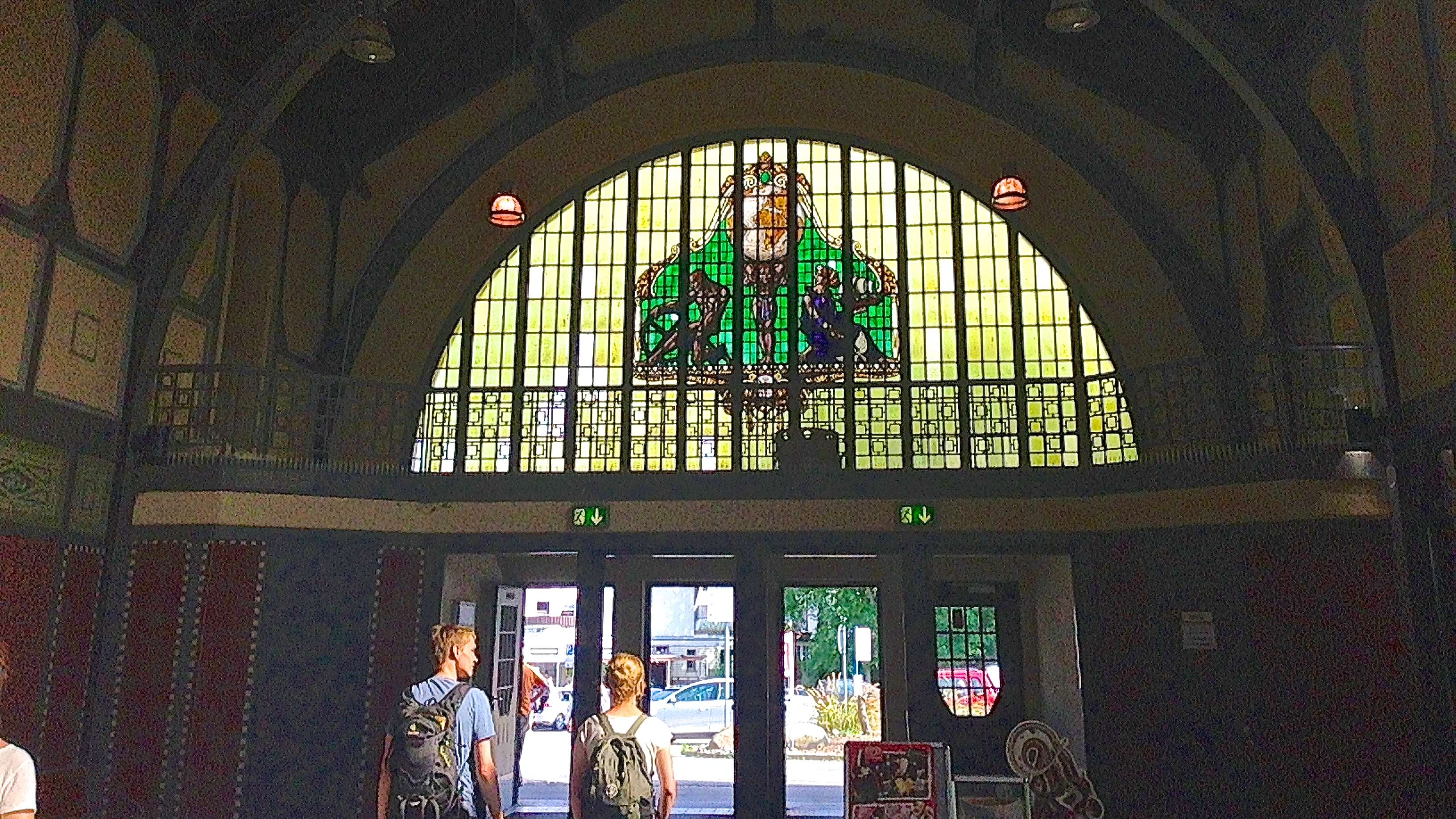
Bahnhofsausgang zum Park hin (2014)

Der Godewind-Park ist eine Parkanlage im Lübecker Stadtteil Travemünde an der Ostsee.

## Lage
Der Godewind-Park liegt zwischen Kaiserallee und Godewind westlich vom Strand in Neu-Travemünde auf einer Höhe von 3–6 m ü. NN. Zusammen mit der Villenkolonie ist er zu Beginn des 20. Jahrhunderts auf den Höhenzügen der Gneversdorfer Feldmark angelegt worden. An seinem Südende liegt der Bahnhof Lübeck-Travemünde Strand.

## Entstehung
Travemünde plante 1897 mit dem Strandbahnhof auch eine Villenkolonie an der Lübecker Bucht. Für 76 Villen erstellte Stadtbaudirektor Schaumann einen Bebauungsplan am Fördehang, der dem dafür gewonnenen Berliner Architekten Hermann Muthesius als Grundlage diente für den 1906 entstandenen Bebauungsplan für ein Wohngebiet mit Parkanlagen im Stil englischer Gartenstadtplanungen.
Die moorigen Wiesen des Geländes wurden zwischen der Kolonie und der Kaiserallee in eine Teichanlage umgewandelt und mit den gewonnenen Erdmassen der anderen Wiesen aufgefüllt, so dass über Grundwasserniveau eine öffentliche Grünanlage entstehen konnte.

## Der Godewind-Park von 1906
Der Park wurde nach der Straße Godewind benannt, die zusammen mit den benannten Straßen der Villenanlage einem Bauplan eines Schiffes entsprachen, was in Berücksichtigung Travemündes für den Segelsport geschah.
In dem öffentlichen Park nahmen sanft geschwungene Wege florale Jugendstilmotive auf.
Mit heimischen Baumarten, Teichen und Schmuckanlagen in natürlichem Charakter angelegt entsprach er einem klassischen englischen Landschaftspark.

## Der Godewind-Park seit 2000
Im Auftrag der Tourismuszentrale Lübeck Travemünde wurde der Godewindpark in neuzeitlicher Auffassung gestaltet.
Moderne Materialien wie Betonplatten und Granitkleinpflaster wurden bei der Wegeführung und Platzgestaltung eingesetzt und Sitzmöbel, Pergolen und Beleuchtung aus Stahl raumbildend aufgestellt. Mit berankten Bögen wurden Durchblicke erzeugt.
Als weiteres Gestaltungselement ist die Schmetterlingsbrücke – eine Ingenieursleistung aus Stahl – errichtet worden. Sie ermöglicht die Überquerung der mittigen Verengung des Teichs.
Die Vegetation der 2,1 Hektar großen Anlage besteht heute aus einer vielfältigen Pflanzung mit Solitärgehölzen, Hochstämmen, Hecken, Zwiebelpflanzen und Rasen.